# Наш город (сайт)
Наш го́род — портал мэра Москвы Сергея Собянина, созданный в 2011 году с целью выстраивания конструктивного диалога между жителями Москвы и органами исполнительной власти города.
С помощью портала житель Москвы может получить информацию о деятельности органов власти, проконтролировать своевременность и качество проводимых работ на объектах городского хозяйства, сообщить о выявленных нарушениях и оценить работу государственных учреждений.
Портал «Наш город» — это инструмент реализации программы «Открытое правительство».
У портала также есть мобильное приложение с такой же функциональностью.

## История
В 2011 году работа началась с трех отдельных порталов, таких как «Наш город. Программа развития Москвы», «Дороги Москвы» и «Дома Москвы». В 2013-м. году три портала объединили в проект «Наш город», именно тогда появился единый классификатор проблемных тем.
В феврале 2014 года на краудсорсинговой платформе «Город Идей» прошел самый первый проект, посвященный развитию портала «Наш город». По итогам проекта было отобрано лучших 50 идей для реализации.
В ноябре 2017 года на краудсорсинговой платформе «Город Идей» прошел еще проект «Наш город 2.0», посвященный развитию портала и удобству его пользования. По итогам проекта было отобрано лучших 36 идей для реализации.

## Суть работы портала
Пользователь портала может получить информацию о более чем 110 тыс. городских объектов, а также сообщить о ненадлежащем состоянии объектов городской инфраструктуры. Срок модерации сообщений составляет 24 часа. Все опубликованные сообщения являются обязательными для рассмотрения органами власти Москвы. Регламентный срок подготовки ответа на сообщение — 8 рабочих дней. За каждой проблемной темой закреплен ответственный орган власти. Житель может подтвердить или опровергнуть устранение проблемы. За каждую подтвержденную заявку пользователю начисляются баллы, которые можно потратить на различные поощрения в «Миллион призов». Правила работы портала закреплены «Регламентом обработки и публикации информации в государственной информационной системе города Москвы „Наш город. Программа развития Москвы“» и «Едиными правилами модерации».

## Оценка деятельности портала
В феврале 2014 г. был проведен краудсорсинг-проект «Наш город», посвященный улучшению работы портала. На встрече с победителями проекта и активными пользователями портала мэр Москвы Сергей Собянин высоко оценил эффективность ресурса: «Появление портала „Наш город“ постепенно изменило всю систему управления городским хозяйством и форму взаимодействия власти с москвичами, — сказал мэр, — Теперь любой житель столицы может не только пожаловаться на волнующую его проблему с помощью интернета, но и проконтролировать её решение, подтвердить или опровергнуть сообщение о том, что недостатки устранены. В то же время горожане нередко сталкиваются с трудностями при работе с ресурсом: не находят подходящего раздела для своей проблемы или получают в ответ обычные отписки».
Неоднократно работа портала подвергалась критике: чиновники в отчётах о «проделанном благоустройстве» используют фотошоп и размещают другую ложную информацию.

## Сообщество пользователей портала
В социальной сети Facebook существует группа пользователей и волонтеров портала «Москва. Наш город», где обсуждаются любые вопросы, связанные с порталом — модерация сообщений, некорректные ответы органов исполнительной власти (ОИВ), контрольных органов (КО) и т. д. Обсуждаются проблемы волонтёрского движения и проблемы ЖКХ, с которыми сталкиваются жители при работе с порталом.

### Лишение премий
По информации сотрудников правительства Москвы, за уклонение от ответов, за ложные ответы, сотрудники органов исполнительной власти лишаются премии за размещение органом исполнительной власти на портале недостоверной информации об устранении проблем, заявленных пользователями портала, учитывается в соответствии с Постановлением Правительства Москвы от 14.08.2013 г. № 535-ПП.

### Работа портала на территории ТиНАО
На территории ТиНАО портал «Наш город» работает только в поселениях Троицк, Первомайское и Щербинка. Остальные поселения не могут внедрить портал на своей территории уже больше пяти лет, в связи с чем у жителей данных территорий нет возможности оставить жалобу на портале, доступном остальным москвичам. На момент проверки в октябре 2023 года, жителям ТиНАО стало доступно большинство проблемных тем.

## Интересные факты
В 2017 году журналист Иван Голунов заметил, что на площади возле аэропорта Внуково перестал работать фонарь. Голунов сообщил о возникшей проблеме на сайт «Наш город». Спустя 21 день ему ответили и пообещали провести ремонтные работы. Голунов начал ждать — и прождал еще 768 дней. В итоге фонарь просто демонтировали. Тем не менее, по состоянию на январь 2019 года, Голунов считал сервис «Наш город» «эффективным инструментом» в случае, если нужно убрать гололед с тротуара или вкрутить лампочку в подъезде. Инцидент, положивший начало резонансному «Делу Голунова» в июне 2019 года произошел, когда Голунов фотографировал большую яму и рядом с ней помятый дорожный знак во дворе на Цветном бульваре, чтобы отправить жалобы на портал «Наш город» и в этот момент был задержан полицейскими.

## Награды
- 2015 год World Smart City Awards: Лауреат в номинации «Город как сервисная платформа»
- 2016 год Международная премия Гуанчжоу в области городских инноваций: Победитель в номинации «Вовлечение общественности в принятие ключевых решений»